# Optimum konsumenta

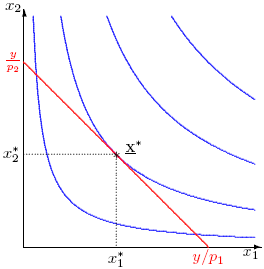
Optimum konsumenta

Optimum konsumenta (inaczej optymizm konsumenta) – punkt styczności krzywej obojętności z linią budżetową. Charakteryzuje się tym, że krańcowa stopa substytucji jest równa stosunkowi cen x i dobra y.
Termin ten sformułowany na polu ekonomicznej analizy prawa. Jest on używany jako rozwiązanie problemu, jaki stawiany jest przed wszystkimi konsumentami. Rozumieć to należy jako maksymalizację zadowolenia z konsumpcji różnych towarów, a także usług. Stawiany jest warunek progu dochodowego gospodarstw domowych oraz cen istniejących na rynku produktów. Przy pomocy narzędzi matematycznych termin ten można przedstawić w następujący sposób:
{\displaystyle \max U=f(x,y)}
{\displaystyle Px(x)+Py(y)\leqslant I}

## Optymalne wybory konsumenta
Aby najlepiej zobrazować to zagadnienie należy posłużyć się przykładem dwóch wybranych produktów. Optymalny wybór konsumenta sprowadza się do tego, że jego celem jest osiągnięcie najlepszej możliwej kombinacji owych towarów. Kombinacja ta jest osiągana, gdy znajdzie się ona na najwyższej krzywej obojętności. Należy wziąć pod uwagę jednak to, że konsument nie może trzymać się ograniczeń budżetowych, co powoduje wytyczenie stosunku całkowicie dostępnych zasobów do celu.
Najwyższym punktem krzywej objętości, jaką może osiągnąć konsument jest tym, który ledwo dotyka ograniczenia budżetowego. Punkt, w którym ta krzywa obojętności dotyk ograniczenia budżetu nazywa się optymalnym. Mimo tego, że konsument wolałby osiągnąć punkt A, nie może sobie na to pozwolić, gdyż punkt ten leży poza jego ograniczeniem budżetowym. Może on jednak pozwolić sobie na punkt B, jednak ten punkt ma mniejszą krzywą objętości, a co z tego wynika zadowala konsumenta w mniejszym stopniu. Konsument wybiera punkt dotyczący jego ograniczenia budżetowego, które leży na najwyższej krzywej obojętności. W tym momencie, nazywanym optimum, marginalna stopa substytucji jest równa cenie względnej dwóch towarów. Zauważmy, iż optymalne nachylenie krzywej obojętności jest równe nachyleniu ograniczenia ruchu. Mówimy, że krzywa obojętności jest styczna do ograniczenia budżetowego.
Dokonując wyboru konsumpcji, konsument kieruje się względną ceną dwóch towarów, a następnie wybiera optimum, w którym jego krańcowa stopa substytucji jest równa tej relatywnej cenie. Względna cena jest stopą, w której rynek jest skłonny do wymiany jednego dobra na drugie, w sytuacji gdy krańcowa stopa zastąpienia jest stopą, w której konsument jest skłonny wymienić jeden towar na drugi. Z punktu widzenia konsumenta, wycena dwóch towarów (mierzona krańcową stopą zastąpienia) przez konsumenta równa się wycenie rynkowej wynikającej z tej optymalizacji konsumenckiej. Ceny rynkowe różnych towarów odzwierciedlają wartość, jaką konsumenci przypisują danym towarom.